# Jakub Kydlíček
Jakub Kydlíček (* 1985) je český hráč na zobcovou flétnu a dirigent. Specializuje se převážně na hudbu starších stylových epoch (baroko, renesance, pozdní středověk), premiéroval však i skladby soudobých autorů.

## Životopis
Studoval nejprve na konzervatoři v Teplicích a v Plzni (obory zobcová flétna – Julie Braná a dirigování – Jiří Štrunc), souběžně se zabýval studiem orientalistiky na Západočeské univerzitě a obhájil disertační práci v oboru Historie. Posléze byl žákem Coriny Marti na Schola Cantorum Basiliensis ve švýcarské Basileji. Během studií absolvoval řadu masterclass u předních osobností staré hudby (Peter Holtslag, Corina Marti, Ashley Solomon, Carin van Heerden, Bert Honig,…).

## Pedagogická dráha
Vyučuje hlavní obor Hra na zobcovou flétnu na Pražské konzervatoři. Zároveň je dirigentem a uměleckým vedoucím Barokního orchestru Pražské konzervatoře (od roku 2012). V letech 2010–2016 působil také na plzeňské konzervatoři a na Západočeské univerzitě. Jako lektor vyučoval na Letní škole barokní hudby v Holešově (od 2014) a Mezinárodní letní škole staré hudby ve Valticích (od 2014). Je aktivním propagátorem zobcové flétny a řada jeho žáků se stala úspěšnými hráči a pedagogy.

## Hudební praxe

### Orchestry
Jako hráč na zobcovou flétnu spolupracoval se soubory staré hudby Collegium 1704, Collegium Marianum, Czech ensemble baroque, Barocco sempre giovanne a Capella Regia. Kromě projektů staré hudby participoval i na projektech s orchestrálními tělesy (např. orchestr BERG, Plzeňská filharmonie, Talichova komorní filharmonie). V roce 2010 provedl jako sólista českou premiéru koncertu The Ancient Chinese Beauty čínské skladatelky Chen-Yi.

### Komorní soubory
Spolu s Markem Špelinou a Julií Branou byl zakladatelem tria zobcových fléten TRE FONTANE (2008). Příležitostně spolupracoval se souborem Schola gregoriana Pragensis s Davidem Ebenem (CD "Carolus IV. - Rex et Imperator"). V roce 2009 založil svůj vlajkový soubor CONCERTO AVENTINO, se kterým nastudoval např. skladby ze sbírky Kodex Speciálník (Haydnovy hudební slavnosti 2014), či uvedl zapomenuté sonáty italského baroka pro zobcovou flétnu.

### Dirigent
Jako dirigent nastudoval české premiéry opery J. Ph. Rameau Pigmalion (Mezinárodní hudební festival Smetanova Litomyšl 2015) a Aci, Galatea e Polifemo G. F. Haendela (Národní festival Smetanova Litomyšl 2017). S Barokním orchestrem Pražské konzervatoře uvedl kromě řady instrumentálních opusů např. oratorium Jana Dismase Zelenky Sub olea pacis et palma virtutis, Velikonoční oratorium a Magnificat J. S. Bacha či velikonoční sepolcro Zpívaná rozjímání Františka Antonína Míči.